# Вольтова Батарея (созвездие)

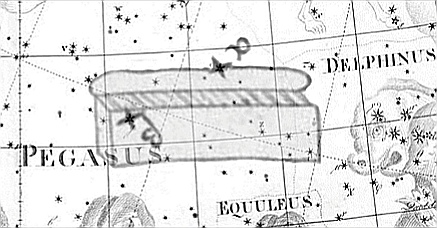

Во́льтова Батаре́я (англ. Battery of Volta) — отменённое созвездие северного полушария неба. Предложено Томасом Юнгом в 1806 году в честь гальванического элемента, который за 7 лет до этого (в 1799 году) изобрёл Алессандро Вольта. Латинского названия автор созвездию не присвоил.
Созвездие находилось между Дельфином, Малым Конём и Пегасом. На карте автора в нём были отмечены две звезды, известные сейчас как 1 и 9 Пегаса.
Созвездие не пользовалось популярностью среди астрономов. Его нет в современном официальном списке созвездий, составленном Международным астрономическим союзом.
Не следует путать с Электрической Машиной — другим отменённым созвездием (предложено Иоганном Боде в 1801 году).